# 赵达裕
赵达裕（1961年1月17日—2015年3月18日），是20世纪80年代中国国家足球队的著名球员，因身高1.6米，有“矮脚虎”之称。曾任广州太阳神足球队主教练，曾执教日本三菱青年队。广州市番禺亿达足球学校校长。

## 生平
其毕业于广州市第五中学，1982年赵达裕入选国家队，曾多次代表国家队踢国际比赛。
1984年在尼赫鲁金杯赛上，赵达裕攻入关键一球，为中国队战胜世界劲旅阿根廷队立下头功。
1986年在训练比赛中，赵达裕因左腿胫骨和腓骨骨折而中断运动员生涯，当时他才25岁，伤愈后挂靴，曾任广州三队教练，1988年赴日本边学习边踢球，开始征战日本联赛，退役后，他开始在日本联赛中执教。赵达裕在执教日本三菱青年队期间，他加入了日本国籍。并且按照日本的法律规定，改姓松木。赵达裕说“其实当时改国籍是为了工作方便而已。”
他还曾于2002年出演过电视剧《外来媳妇本地郎》第287至290集，在剧中扮演两个角色，一个是他自己、也就是球星赵达裕，一个是卖鱼蛋的球迷赵大宇。
赵达裕自己办的足球学校已经坚持了多年，有媒体问：“其实刚才你也说了很多关于私人足球青训俱乐部经验的困难，但为什么你却坚持了11年之久？”他回答说：“首先我真的是很喜欢足球。第二中国足球经历了很多问题，但我始终相信中国足球一定会搞好的。现在问题是怎样去改变体系，改变一种理念。如果我们的体系改好了，我觉得中国足球很快就会上去的。现在中国足协和各方面都有做一些改革，我觉得他们完全可以直接借鉴国外好的青训体系，甚至是直接搬过来做，我认为只要我们去做了，只要我们青训方面做好了，我对中国足球抱有很大希望的。”
赵达裕因肝癌于2015年3月18日中午12时30分与世长辞，享年55岁。。